# Turnera chamaedrifolia
Turnera chamaedrifolia är en passionsblomsväxtart som beskrevs av Jacques Cambessèdes. Turnera chamaedrifolia ingår i släktet Turnera och familjen passionsblomsväxter. Inga underarter finns listade i Catalogue of Life.